# Gossens
Gossens is een plaats en voormalige gemeente in het Zwitserse kanton Vaud en maakt deel uit van het district Yverdon.
Gossens telt 121 inwoners.

## Geschiedenis
Op 1 januari 2008 is Gossens tegelijk met de gemeente Mézery-près-Donneloye opgegaan in de gemeente Donneloye.